# BRM P83

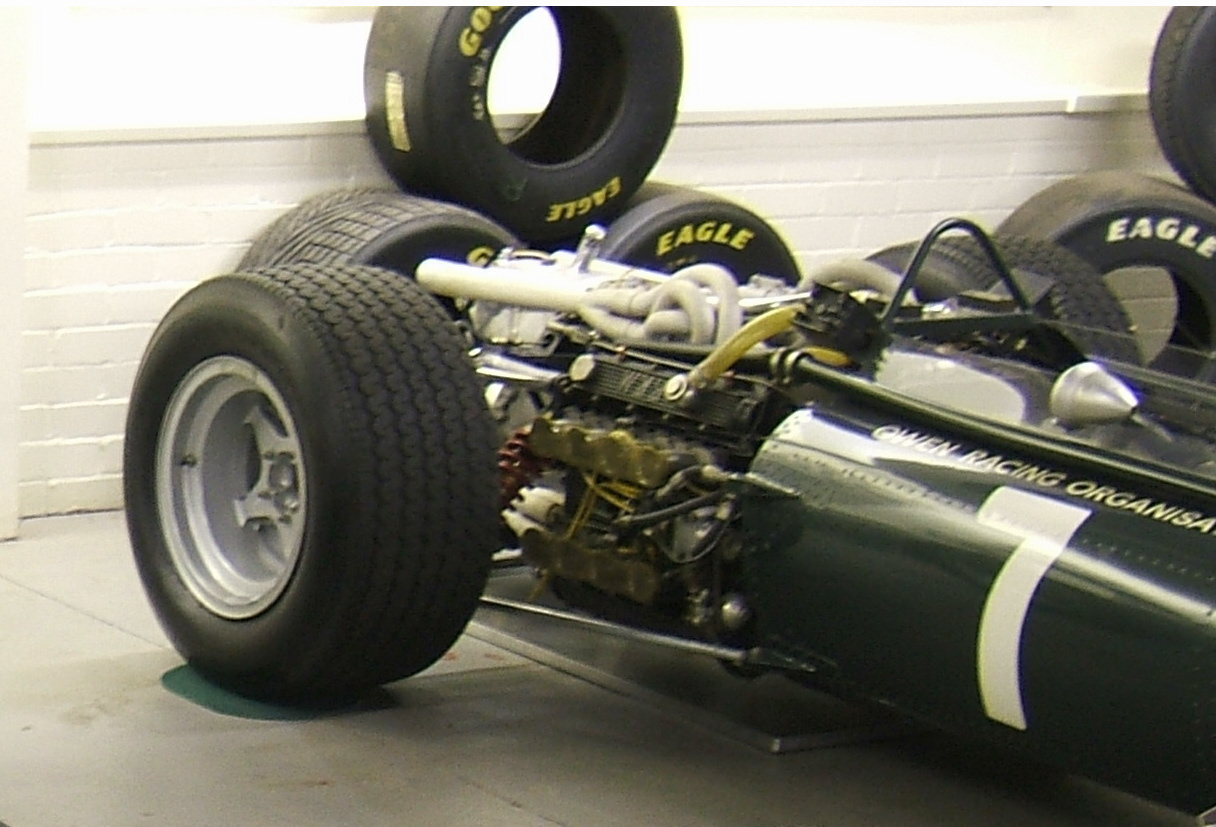
Dettaglio del motore H16

La BRM P83 è una monoposto di Formula 1, costruita dalla scuderia inglese BRM per partecipare al Campionato mondiale di Formula 1 1966. Progettata da Tony Rudd, utilizzava un motore H16.